# Oxtjärnen (Stigsjö socken, Ångermanland)
Oxtjärnen är en sjö i Härnösands kommun i Ångermanland och ingår i Gådeåns huvudavrinningsområde.